# Serra de la Treita
La Serra de la Treita és una serra situada al municipi de la Baronia de Rialb a la comarca de la Noguera, amb una elevació màxima de 1261 metres.